# Paulette Braxton
Pour les articles homonymes, voir Braxton.
Paulette Braxton est une actrice américaine née le 31 janvier 1965 à Houston, Texas (États-Unis).

## Filmographie
- 1996 : Homeboys in Outer Space (série TV) : Amma
- 1998 : Une nuit au Roxbury (A Night at the Roxbury) : Porsche Girl
- 2000 : Lockdown : Marisa
- 2000 : A Man Is Mostly Water : Commercial Wife
- 2002 : The Bathroom : Naomi
- 2004 : Love Supreme : Paulette